# Zwartzoompalpmot
De Zwartzoompalpmot (Dichomeris picrocarpa) is een vlinder uit de familie van de tastermotten (Gelechiidae). De wetenschappelijke naam van de soort is voor het eerst geldig gepubliceerd in 1913 door Meyrick.